# Rhodocollybia butyracea
Rhodocollybia butyracea je česta vrsta gljive. Predstavlja saproba koji raste na kiseloj podlozi u četinarskim šumama uglavnom ispod borova. Vrlo retko se sreće u listopadnim šumama. Plod donosi tokom leta i jeseni, širokorasprostranjena jestiva vrsta. Raste u grupi. 

## Opis plodnog tela
Klobuk je do 8 cm, zaobljen sa ispupčenjem u sredini i talasaste, ivice. Crveno-smeđe boje, ivica uglavnom svetlija. Površina klobuka je glatka i sjajna. Listići su gusti, bele do krem boje pričvršćeni uz dršku. Drška je 8×5 cm, šuplja, vlknasta. Bulbozna u osnovi. Svetlija u vrhu. Uglavnom identične obojenosti sa klobukom. Meso je tanko, elastično, beličaste do krem boje. Blagog mirisa i ukusa. 

## Jestivost
Jestiva je vrsta

## Mikroskopija
Spore su veličine: 6-10.5 x 3.5-5 µm. Sporu su eliptične i glatke. Otisak spora je beličaste do krem boje. 

## Galerija
-Clitocybe butyracea - listići

## Literatura
- Uzelac, Branislav (2009). Gljive Srbije i zapadnog Balkana. Beograd: BGV logic.